# Dysolobium tetragonum
Dysolobium tetragonum är en ärtväxtart som beskrevs av David Prain. Dysolobium tetragonum ingår i släktet Dysolobium och familjen ärtväxter. Inga underarter finns listade i Catalogue of Life.